# ابوالخطاب
ابوالخطاب محمد بن ابی زینب (یا محمد بن ابی ثور یا محمد بن ابی یزید) مقلاص اسدی، از غلاة و انقلابیون عصر عباسی و مؤسس فرقهٔ خطابیه به حساب آمده‌است. وی که با کنیه‌های ابا اسماعیل و ابا ظبیان نیز شناخته شده از موالی بنی اسد بوده و با لقب «برّاد اجدع» نیز مورد اشاره قرار گرفته‌است. لقب مزبور ظاهراً از این روی بر وی اطلاق شده که وی فروشنده «بُرد» بوده و در کار خویش نیز علی‌رغم زحمت زیاد نفعی نبرده‌است. چراکه اجدع به معنای «دماغ بریده» از روی کنایه بر چنین شخصی نیز اطلاق می‌شود.
وی که اصالتاً کوفی بوده، گویا قبل از انحراف، از دُعات حضرت امام جعفر صادق علیه السلام امام ششم شیعیان بوده‌است. شیخ طوسی روایاتی را که او قبل از منحرف شدن نقل کرده مورد اعتماد دانسته‌است. وی ظاهراً در حوالی سال ۱۳۵هجری‌قمری از عقاید امامیه منحرف شده و احتمالاً عقاید غلوآمیز خویش را به عنوان فلسفه حرکت‌های انقلابی خویش مطرح ساخته‌است.
ابوالخطاب در دوره خلافت منصور و در فاصله سال‌های ۱۳۲ تا ۱۴۷هجری‌قمری که دوره ولایت عیسی بن موسی در کوفه بوده، خروج کرده‌است. برخی خروج او و همراهان او که هفتاد نفر بوده‌اند را همراه با فریادهایی مبنی بر شهادت بر الوهیت امام صادق دانسته‌اند.
وی توسط عیسی بن موسی احتمالاً در سال ۱۴۳ (یا ۱۳۸هـ. ق) به اتهام خروج از دین و قول به اباحی‌گری، گردن‌زده می‌شود. ابوالخطاب در فرقه نصیریه نیز دارای جایگاه معتبری است و از جمله ابواب شمرده می‌شود.
به نوشته کشّی ظاهراً حضرت امام محمد باقر علیه السلام او را نفرین کرده‌اند.